# Ninox superciliaris
Ninox superciliaris é uma espécie de ave estrigiforme pertencente à família Strigidae.